# Bombus waltoni
Bombus waltoni (saknar svenskt namn) är en insekt i överfamiljen bin (Apoidea) och släktet humlor (Bombus) som lever i Centralasien.

## Beskrivning
Bombus waltoni är en tämligen liten, långtungad humla. Drottningen är mellan 14 och 16 mm, arbetarna mellan 10 och 12 mm och hanarna mellan 13 och 16 mm. Färgteckningen är mycket karakteristisk: Honorna har huvud, mellankropp och främsta tergiten svarta; resten av bakkroppen är orangeröd. Hanarna har ännu mer svart på kroppen, endast de två sista tergiterna har vanligtvis annan färg, gråvit. Det förekommer dock att även hanen har orangeröd päls på 3:e till 6:e tergiterna. Pälsen är generellt tjock, utom mitt på bakkroppen, där den är förhållandevis gles.

## Ekologi
Arten förekommer på höga höjder mellan 2 500 och 4 700 m, , där den samlar pollen och nektar från bland annat korsblommiga växter (maskrosor),  ärtväxter som gul sötväppling, amaryllisväxter samt flenörtsväxter. Flygperioden är från juli till september.

## Utbredning
Bombus waltoni finns i Tibet, nordvästra Indien (Sikkim och Himachal Pradesh) samt i västra till centrala Kina (provinserna Yunnan, Sichuan, Gansu och Qinghai).